# فوکوئی ۶۹۲۴
سیارک ۶۹۲۴ (به انگلیسی: 6924 Fukui، نامگذاری:1993TP) شش هزار و نهصد و بیست و چهارمین سیارک کشف شده‌است که در ۸ اکتبر ۱۹۹۳ کشف شد.
قدر مطلق سیارک برابر ۱۱٫۲۰ است.